# Liste du patrimoine immobilier classé de Villers-la-Ville
Cette page regroupe l'ensemble du patrimoine immobilier classé de la commune belge de Villers-la-Ville.
| Objet | Année de construction / Architecte | Adresse                   | Section communale | Coordonnées                      | Numéro d’inventaire | Illustration |
| --- | ---------------------------------- | ------------------------- | ----------------- | -------------------------------- | ------------------- | --- |
| Les ruines de l'abbaye de Villers-la-Ville (M) et les terrains environnants (S)                                    |                                    |                           |                   | 50° 35′ 26″ nord, 4° 31′ 47″ est | 25107-CLT-0001-01   | Les ruines de l'abbaye de Villers-la-Ville (M) et les terrains environnants (S)                                    |
| Extension de classement du site formé par les ruines de l'Abbaye de Villers-la-Ville                               |                                    |                           |                   | 50° 35′ 07″ nord, 4° 30′ 52″ est | 25107-CLT-0002-01   | Extension de classement du site formé par les ruines de l'Abbaye de Villers-la-Ville                               |
| Façades et toitures de la ferme de l'abbaye de Villers dite ferme de la Basse-Cour, avenue de Speeckaert, n°20 (M) |                                    | Avenue de Speeckaert n°20 |                   | 50° 35′ 07″ nord, 4° 31′ 41″ est | 25107-CLT-0003-01   | Façades et toitures de la ferme de l'abbaye de Villers dite ferme de la Basse-Cour, avenue de Speeckaert, n°20 (M) |
| Chapelle Notre-Dame Auxiliatrice du Triolet (M) et ses abords (S).                                                 |                                    |                           |                   | 50° 32′ 23″ nord, 4° 32′ 00″ est | 25107-CLT-0005-01   | Chapelle Notre-Dame Auxiliatrice du Triolet (M) et ses abords (S).                                                 |
| Domaine de la Hutte sur le territoire de Villers-la-Ville                                                          |                                    |                           |                   | 50° 32′ 13″ nord, 4° 28′ 14″ est | 25107-CLT-0007-01   | Image manquanteTéléverser                                                                                          |
| Vallée de la Thyle en amont et en aval du moulin d'Hollers                                                         |                                    |                           |                   | 50° 34′ 23″ nord, 4° 30′ 32″ est | 25107-CLT-0008-01   | Image manquanteTéléverser                                                                                          |
| Les ruines de l'abbaye de Villers-la-Ville (M) et les terrains environnants (S)                                    |                                    |                           |                   | 50° 35′ 26″ nord, 4° 31′ 47″ est | 25107-PEX-0001-04   | Les ruines de l'abbaye de Villers-la-Ville (M) et les terrains environnants (S)                                    |
| L'extension de classement du site formé par les ruines de l'Abbaye de Villers-la-Ville                             |                                    |                           |                   | 50° 35′ 07″ nord, 4° 30′ 52″ est | 25107-PEX-0002-04   | L'extension de classement du site formé par les ruines de l'Abbaye de Villers-la-Ville                             |